# Phú Lộc (huyện)
Phú Lộc là một huyện thuộc thành phố Huế, Việt Nam.

## Địa lý

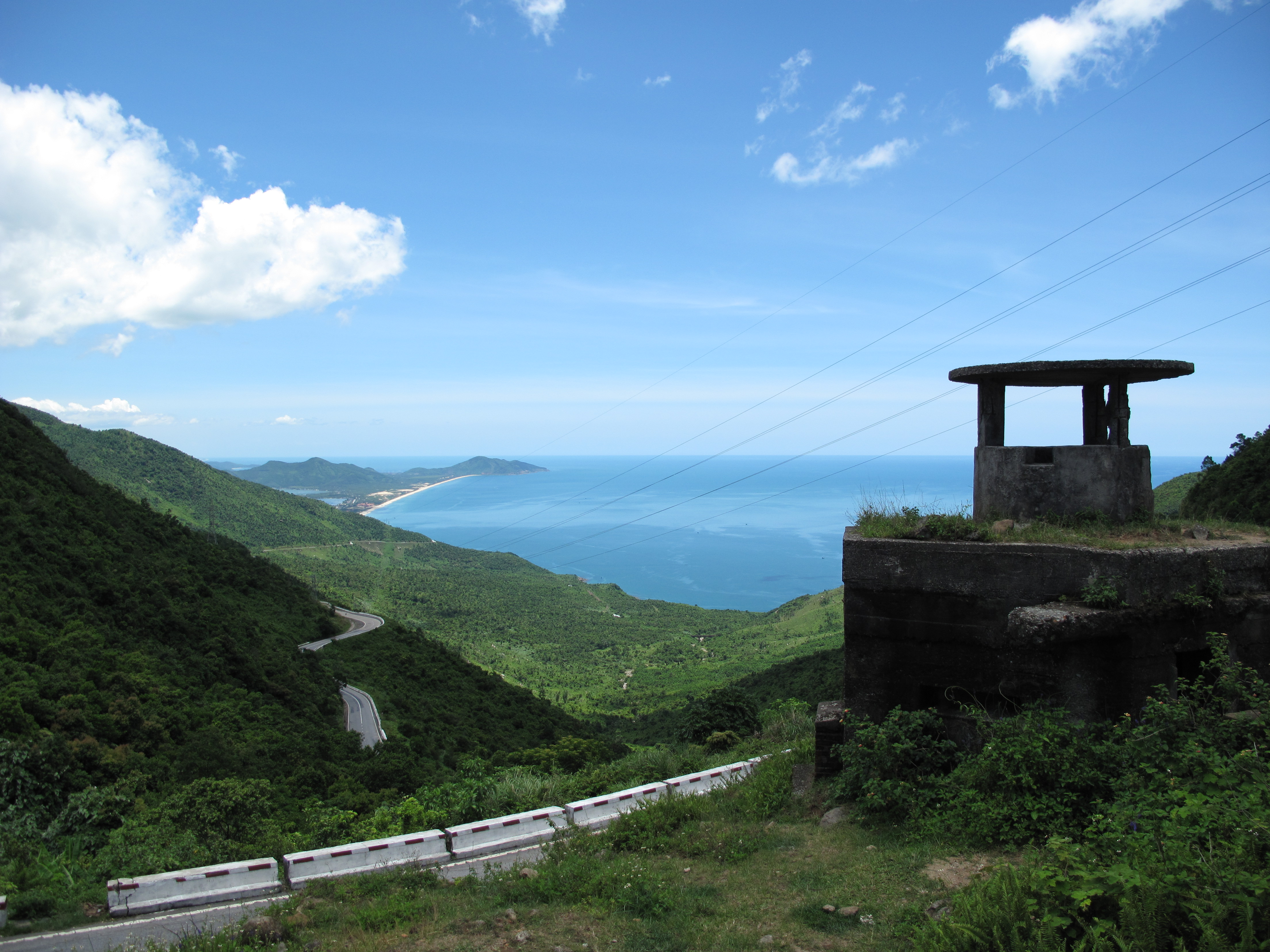
Một lô cốt trên đỉnh đèo Hải Vân, hướng nhìn ra phía bãi biển Lăng Cô

Huyện Phú Lộc nằm ở phía đông nam thành phố Huế, có vị trí địa lý:
- Phía đông giáp Biển Đông
- Phía tây giáp thị xã Hương Thủy và huyện A Lưới
- Phía nam giáp các huyện Đông Giang, Tây Giang, tỉnh Quảng Nam và huyện Hòa Vang, thành phố Đà Nẵng
- Phía bắc giáp huyện Phú Vang.

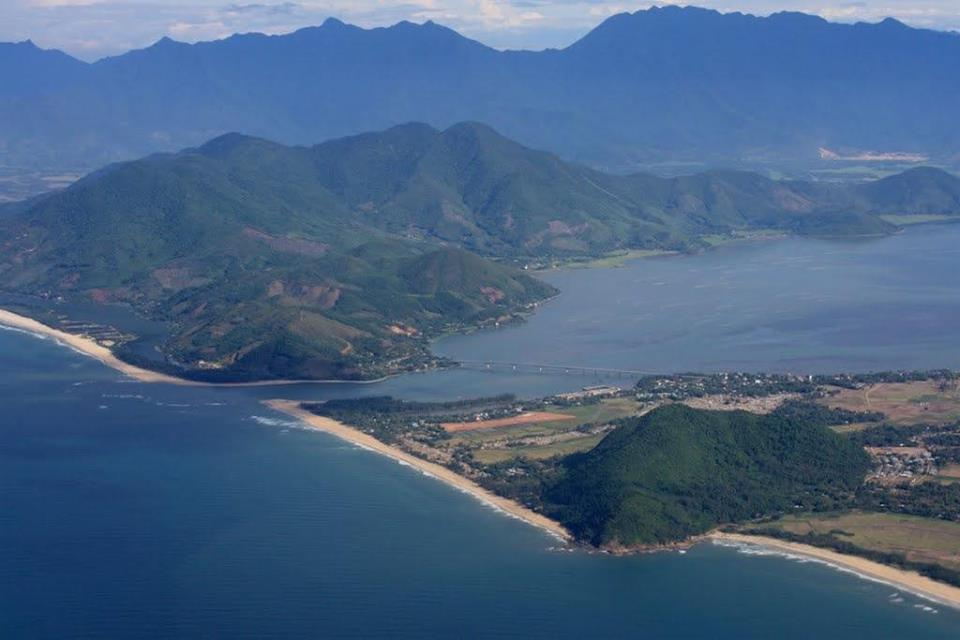
Một vùng ven biển ở xã Vinh Hiền

Đây là địa phương có hai đoạn tuyến của đường cao tốc Bắc Nam, gồm đường cao tốc Cam Lộ – La Sơn và đường cao tốc La Sơn – Túy Loan đã đưa vào khai thác.

## Hành chính

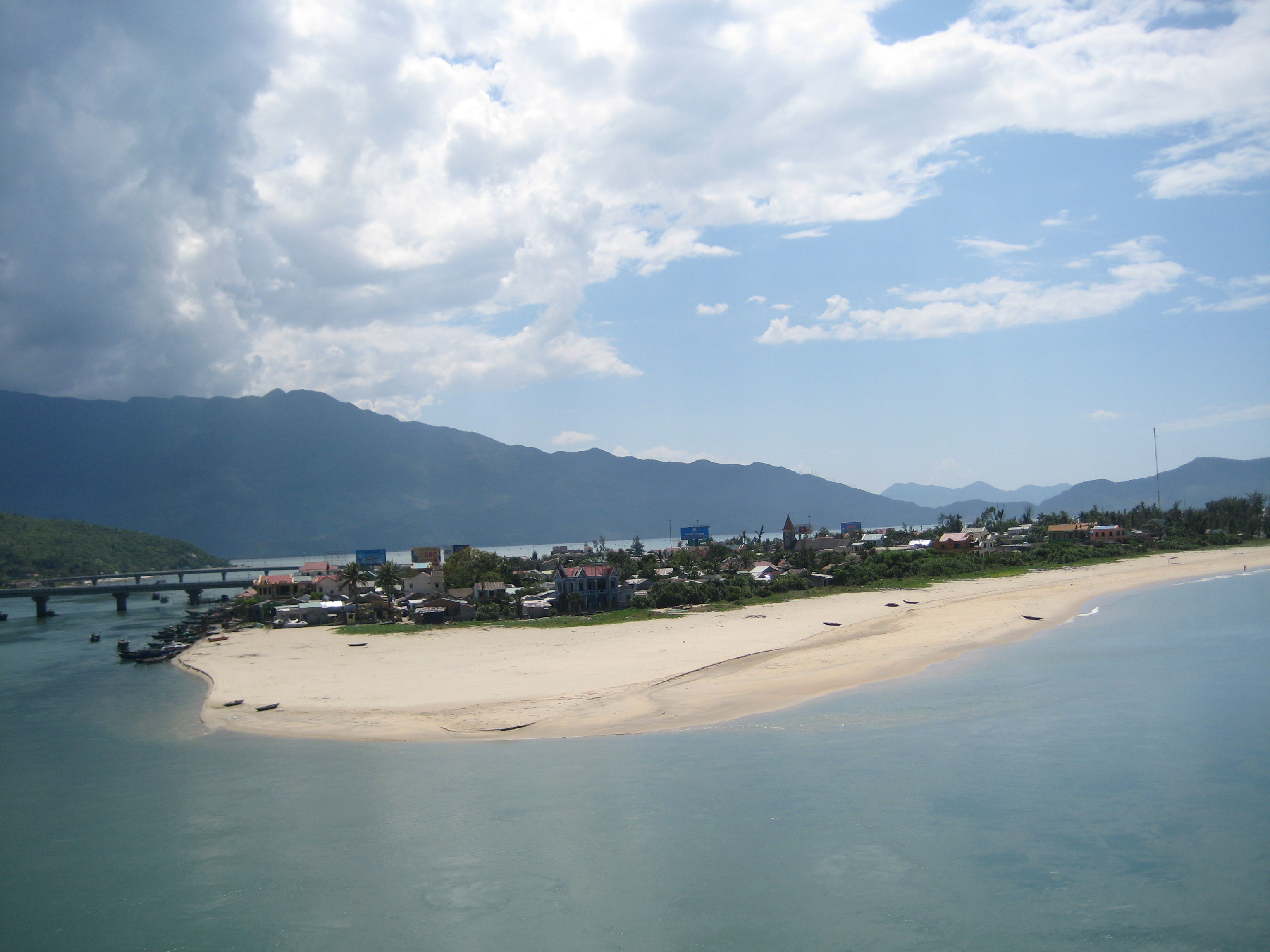
Bờ biển Lăng Cô

Huyện Phú Lộc có 27 đơn vị hành chính cấp xã trực thuộc, bao gồm 4 thị trấn: Phú Lộc (huyện lỵ), Lăng Cô, Khe Tre, Lộc Sơn và 23 xã: Giang Hải, Hương Hữu, Hương Lộc, Hương Phú, Hương Sơn, Hương Xuân, Lộc An, Lộc Bình, Lộc Bổn, Lộc Điền, Lộc Hòa, Lộc Thủy, Lộc Tiến, Lộc Trì, Lộc Vĩnh, Vinh Hiền, Thượng Lộ, Thượng Long, Thượng Nhật, Thượng Quảng, Vinh Hưng, Vinh Mỹ, Xuân Lộc.

## Lịch sử
Ngày 20 tháng 9 năm 1975, Bộ Chính trị Trung ương Đảng ban hành Nghị quyết số 245/NQ-TW về việc thành lập tỉnh Bình Trị Thiên trên cơ sở ba tỉnh Quảng Bình, Quảng Trị, Thừa Thiên và khu vực Vĩnh Linh. Khi đó, huyện Phú Lộc thuộc tỉnh Bình Trị Thiên, bao gồm 14 xã: Lộc An, Lộc Bổn, Lộc Điền, Lộc Hải, Lộc Sơn, Lộc Thủy, Lộc Trì, Lộc Tụ, Vinh Giang, Vinh Hải, Vinh Hiền, Vinh Hưng, Vinh Mỹ, Xuân Lộc.
Ngày 11 tháng 3 năm 1977, Hội đồng Chính phủ ban hành Quyết định số 62-CP về việc sáp nhập huyện Nam Đông và hai xã Vinh Xuân, Vinh Thanh thuộc huyện Phú Vang vào huyện Phú Lộc.
Ngày 18 tháng 5 năm 1981, Hội đồng Bộ trưởng ban hành Quyết định số 64-HĐBT về việc sáp nhập xã Vinh Xuân và xã Vinh Thanh vào huyện Hương Phú.
Ngày 17 tháng 9 năm 1981, Hội đồng Bộ trưởng ban hành Quyết định số 73-HĐBT về việc chia xã Lộc Tụ thành xã Lộc Tiến và xã Lộc Vĩnh.
Ngày 13 tháng 6 năm 1986, Hội đồng Bộ trưởng ban hành Quyết định số 72-HĐBT về việc:
- Thành lập thị trấn Phú Lộc – thị trấn huyện lỵ của huyện Phú Lộc trên cơ sở các thôn Cao Đôi Xá, Gia Lương, Đông Lưu, Vọng Trì, Sách Chữ của xã Lộc Trì và thôn Đá Bạc của xã Lộc Điền.
- Thành lập xã Lộc Bình trên cơ sở thôn Hiền Sơn (gồm các xóm: Đầm, Đồng Đò, Vĩnh Cỏ, Vĩnh Que, Rẫm Dưới, Rẫm Giữa) của xã Vinh Hiền và các thôn Tân An, Mai Gia Phường của xã Lộc Trì.
- Thành lập xã Lộc Hòa trên cơ sở thôn La Khê của xã Lộc Điền và thôn An Hà của xã Lộc An.

Ngày 30 tháng 6 năm 1989, Quốc hội ban hành Nghị quyết về việc chia tỉnh Bình Trị Thiên thành tỉnh Quảng Bình, tỉnh Quảng Trị và tỉnh Thừa Thiên Huế. Theo đó, huyện Phú Lộc thuộc tỉnh Thừa Thiên Huế.
Ngày 29 tháng 9 năm 1990, Hội đồng Bộ trưởng ban hành Quyết định số 345-HĐBT về việc tái lập huyện Nam Đông trên cơ sở một phần diện tích và dân số của huyện Phú Lộc.
Ngày 20 tháng 12 năm 2002, Chính phủ ban hành Nghị định số 105/2002/NĐ-CP về việc thành thị trấn Lăng Cô trên cơ sở toàn bộ xã Lộc Hải.
Ngày 17 tháng 12 năm 2019, Uỷ ban Thường vụ Quốc hội ban hành Nghị quyết số 834/NQ-UBTVQH14 về việc sắp xếp các đơn vị hành chính cấp xã thuộc tỉnh Thừa Thiên Huế (nghị quyết có hiệu lực từ ngày 1 tháng 1 năm 2020). Theo đó, thành lập xã Giang Hải trên cơ sở xã Vinh Giang và xã Vinh Hải.
Ngày 30 tháng 11 năm 2024:
- Quốc hội ban hành Nghị quyết số 175/2024/QH15[15] về việc thành lập thành phố Huế trực thuộc trung ương trên cơ sở toàn bộ diện tích và dân số tỉnh Thừa Thiên Huế.
- Ủy ban Thường vụ Quốc hội ban hành Nghị quyết số 1314/NQ-UBTVQH15[1] về việc sắp xếp đơn vị hành chính cấp huyện, cấp xã của thành phố Huế giai đoạn 2023 – 2025 (nghị quyết có hiệu lực từ ngày 1 tháng 1 năm 2025). Theo đó:
  - Sáp nhập huyện Nam Đông vào huyện Phú Lộc.
  - Thành lập thị trấn Lộc Sơn trên cơ sở toàn bộ diện tích tự nhiên và dân số của xã Lộc Sơn.

Huyện Phú Lộc có 4 thị trấn và 23 xã như hiện nay.

## Kinh tế

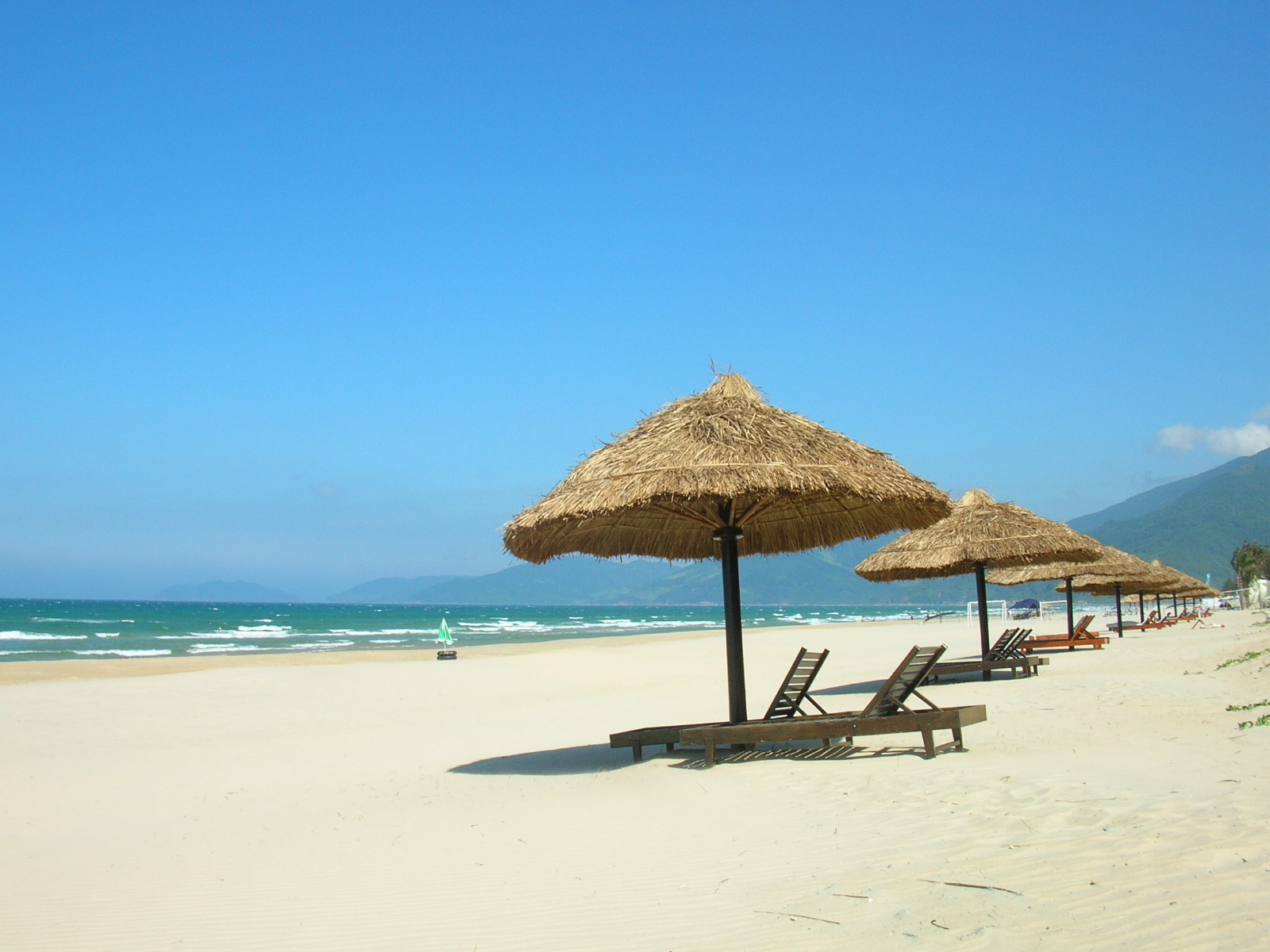
Bãi biển Lăng Cô

Huyện Phú Lộc được chia thành 5 khu vực:
- Khu vực I: Từ phía bắc giáp thị xã Hương Thủy đi hướng phía nam đến đèo Mũi Né.
- Khu vực Trung tâm: Từ đèo Mũi Né đi hướng phía nam đến đèo Phước Tượng (khu vực thị trấn Phú Lộc).
- Khu vực II: Từ đèo Phước Tượng đi hướng phía nam đến đèo Hải Vân.
- Khu vực III: Từ bên kia đầm Cầu Hai ra biển Biển Đông.
- Khu vực IV: Từ đèo La Hy đi hướng lên xã Thượng Quảng (khu vực Nam Đông).[16]

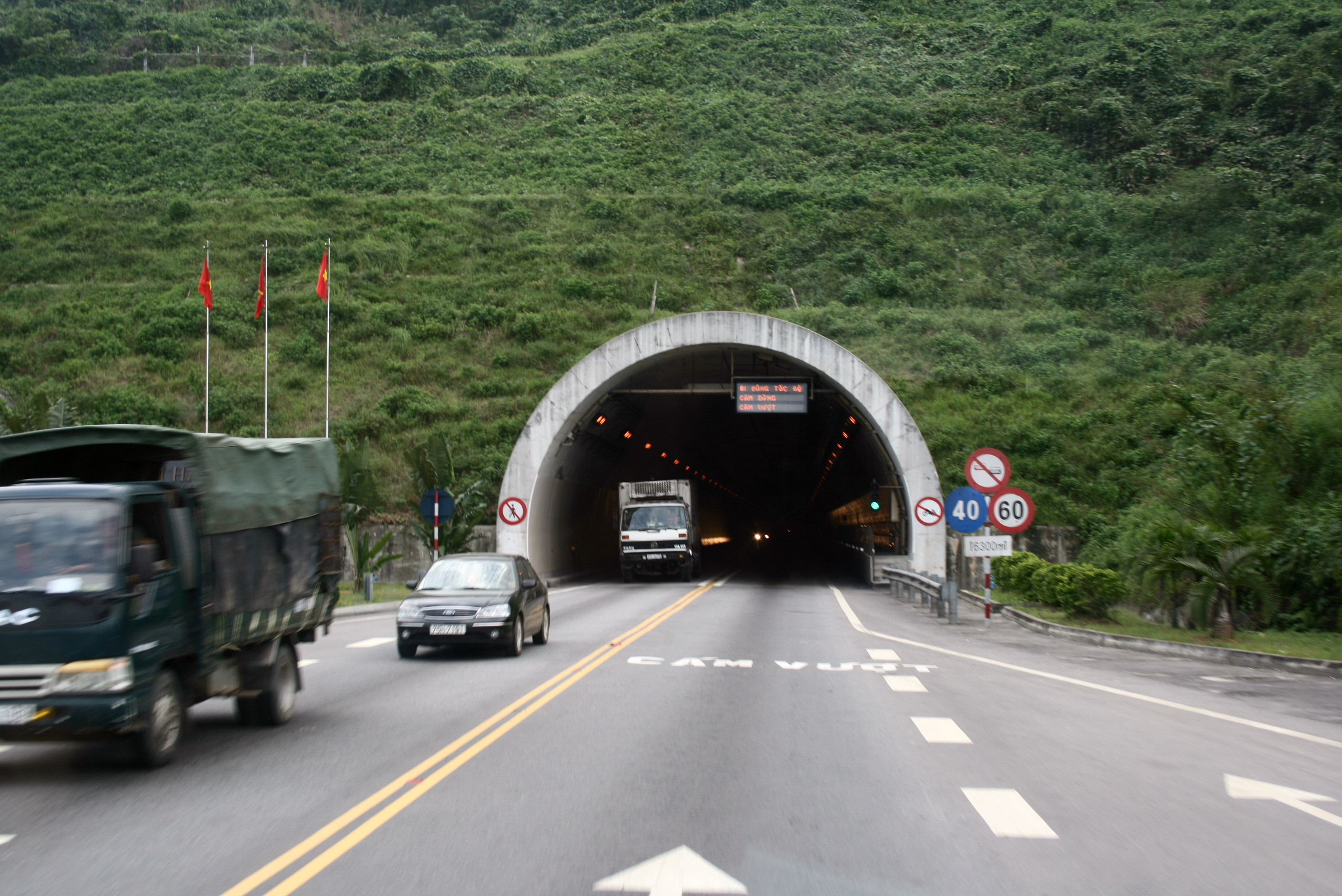
Cửa hầm Hải Vân phía Thừa Thiên Huế

Huyện Phú Lộc có diện tích đất liền trải dài với bờ biển, thị trấn Lăng Cô rất có tiềm năng về dịch vụ du lịch, là mũi nhọn về phát triển kinh tế của huyện Phú Lộc.

## Xã hội

### Giáo dục
Huyện Phú Lộc có 5 trường THPT công lập là:
1. Trường THPT Phú Lộc tại thị trấn Phú Lộc.
2. Trường THPT An Lương Đông tại xã Lộc An.
3. Trường THPT Thừa Lưu tại xã Lộc Tiến.
4. Trường THPT Vinh Lộc tại xã Vinh Hưng.
5. Trường THPT Nam Đông tại thị trấn Khe Tre.

Ngoài ra, còn có Trung tâm GDNN-GDTX huyện Phú Lộc, chia làm 4 cơ sở gồm:
- Cơ sở 1: tại đường Lương Định Của, thị trấn Phú Lộc.
- Cơ sở 2: tại xã Lộc Điền.
- Cơ sở 3: tại xã Lộc Thủy.
- Cơ sở 4: tại thị trấn Khe Tre.

Ở các xã, thị trấn đều có đầy đủ các trường THCS, Tiểu học, Mầm non.